# Садибний будинок Поляновського
Садибний будинок Поляновського в селі Ліщин Житомирського району Житомирської області. Пам'ятка архітектури національного значення (реєстраційний номер 1198 / 0).
Після більшовицького перевороту маєток перейшов у власність радянської влади, згодом в будинку було створено Ліщинську школу.

## Опис садиби

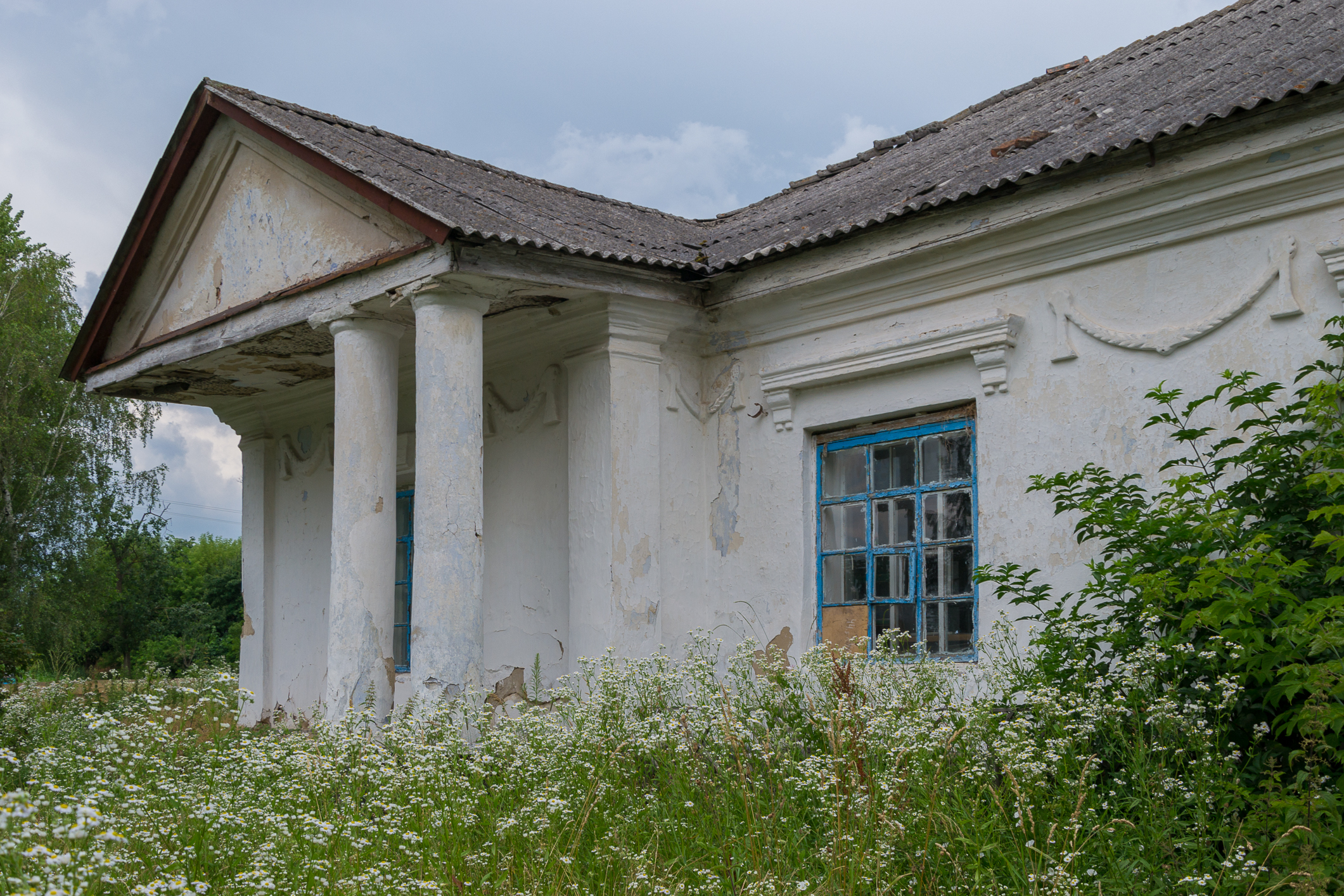
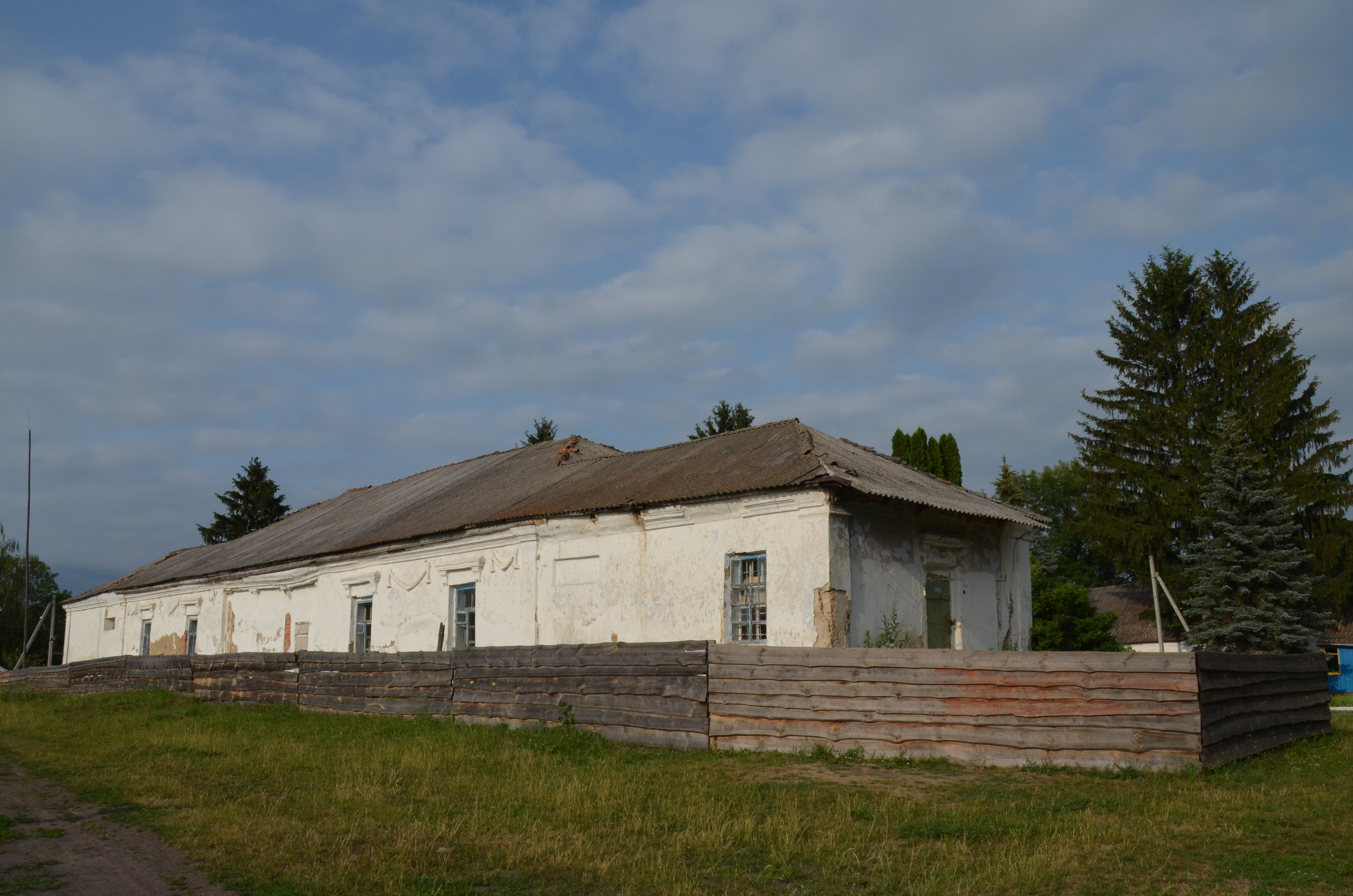

Мурований одноповерховий палац в стилі класицизм. У плані — прямокутний, з двома бічними ризалітами, які прикрашають по чотири колони.

## Історія
Землі Ліщинського ключа належали родині Ліщинських з 1772 року.
У 1804 році Людвиг Миколайович Поляновський (пол. Ludwik Polanowski) будує в Ліщині мурований одноповерховий палац, в якому оселяється з дружиною. Помер Людвиг Миколайович 1867 року. В 1871 році вдова Поляновського дарує садибу доньці Хелені Невмержицькій (пол. Helena Jezierska Niewmierzycka z Polanowskich).